# Patas de pollo
Las patas de pollo (en chino: 鸡爪) se preparan en toda clase de cocina de diferentes países: mexicana, china, trinitense, costarricense,jamaicana, española, sudafricana, peruana y filipina. La mayoría de la carne comestible de las patas consiste en piel y tendones, sin apenas músculo. Esto da a las patas de pollo una textura distintiva, diferente del resto de la carne de este animal. Tiene también muchos huesos pequeños que dificulta su consumo, por lo que a menudo se retiran antes de servir. Al consistir principalmente en cartílago, las patas de pollo resultan muy gelatinosas.

## España
Aunque no es un plato que se pueda encontrar en la mayoría de restaurantes, tradicionalmente en España se han comido tanto las patas de pollo como de gallina en lugares como Extremadura, Madrid, Murcia, Comunidad Valenciana, La Mancha, Castilla y León o Canarias. 
Para prepararlas, se comen las patas, más tarde se "churrascan" suavemente en fuego para quitar la piel y posteriormente se guisan en salsa con un sofrito de verduras con caldo o agua. En las últimas se han dejado de consumir como se hacía debido a que no hay escasez de productos ni comida, aunque en muchas casas de toda España se siguen cocinando.[cita requerida]
En España, las patas de pollo se consideran un subproducto. Los productores las exportan al mercado asiático, siendo China el principal consumidor.

## México
Las patas de pollo son un ingrediente popular en la cocina de México, en particular como parte de sopas y platillos. En ocasión son acompañadas de mole u otras salsas. También son populares como botana, donde se mastica la piel blanda tras ser cocidas las patas.

## China
En la cocina china, las patas de pollo suelen ser una opción en los restaurantes dim sum, servidas como garras de fénix o fenghuang (fénix chino). Las patas de pollo se fríen o cuecen al vapor primero para hincharlas antes de estofarlas o cocerlas a fuego lento en una salsa condimentada con judías negras fermentadas, pasta de judía y azúcar. A veces se usan patas de pato en dim sum en lugar de patas de pollo. Las patas de pato con mostaza, que se sirven a menudo con vinagre, pimienta verde fresca y ajo machacado, es una ensalada y aperitivo popular.

## Trinidad y Tobago
En Trinidad y Tobago, las patas de pollo se limpian y condimentan, y entonces se cuecen en agua condimentada y se dejan remojar con pepino, cebolla, pimienta y aliño verde hasta que se enfría. Se come como plato festivo.

## Sudáfrica
En Sudáfrica, las patas de pollo se comen principalmente en Durban y Soweto, donde se conocen como «walkie-talkies» (junto a la cabeza) y «polvo de pollo», respectivamente. Se preparan y consumen principalmente en las ciudades y pueblos del interior. Las patas se cuecen para retirar la piel dura, se cubren con condimentos y se asan a la parrilla. El nombre «polvo de pollo» procede del polvo que los pollos levantan cuando rascan la tierra con sus patas.

## Jamaica

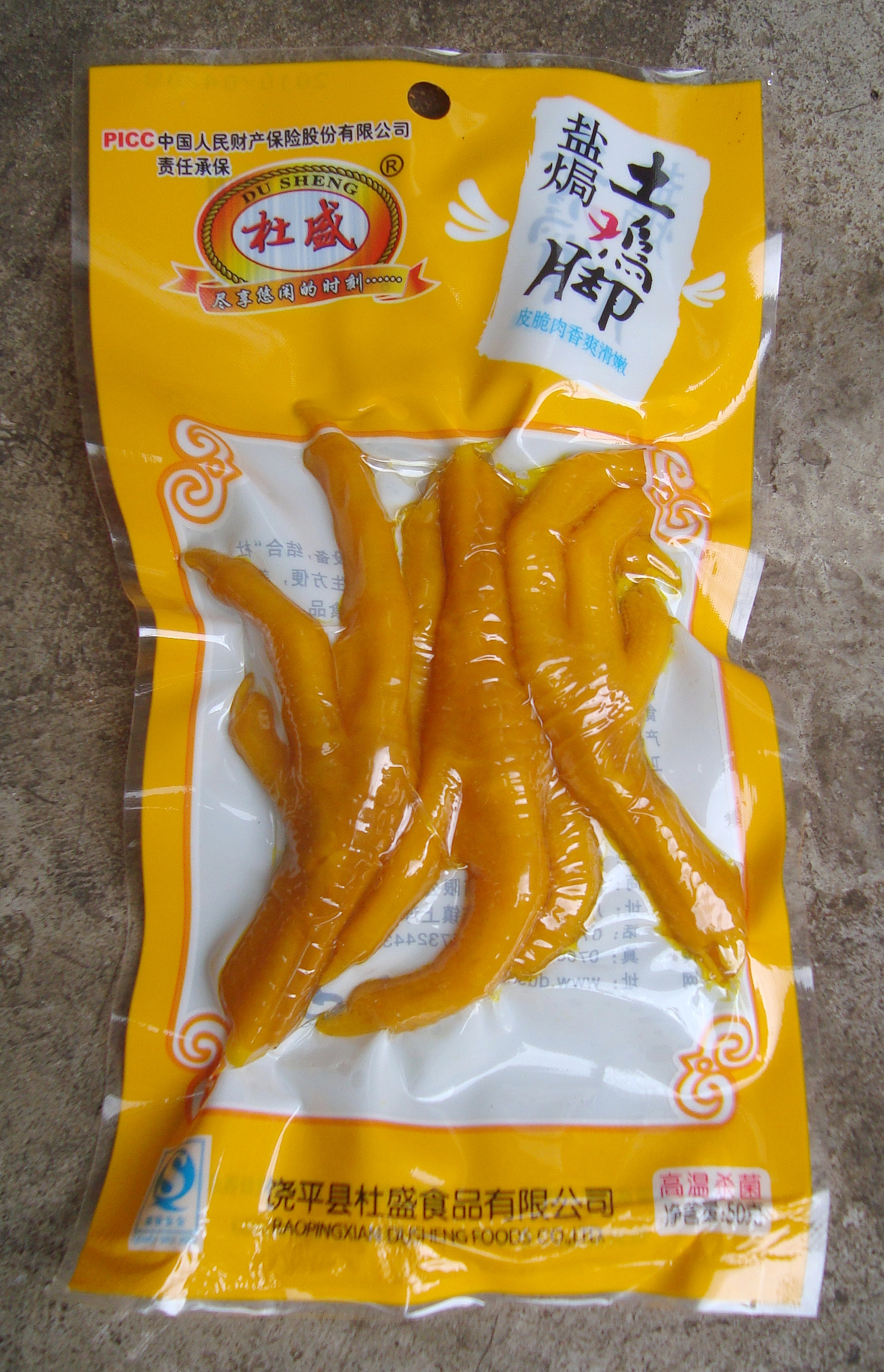
Patas de pollo envasadas al vacío listas para comer (Haikou, Hainan, China).

En Jamaica, las patas de pollo se usan principalmente para hacer una sopa, llamada sopa de patas de pollo, que contiene ñame, patata, plátano verde, dumplings y especias especiales, que se cuecen con las patas a fuego lento durante al menos 2 horas.

## Filipinas
En las Filipinas, las patas de pollo se marinan en una mezcla de calamondina, especias y azúcar moreno antes de asarlas a la parrilla. Son una popular comida callejera básica, comúnmente llamadas «adidas» (por la marca de zapatillas deportivas).

## Perú
En Perú, las patas de pollo suelen ser sancochadas junto a sopas y guisos.